# Vocal Group Hall of Fame
I Vocal Group Hall of Fame väljer man in de bästa sånggrupperna. Vocal Group Hall of Fame startade 1998.

## Invalda artister
| - The Ames Brothers - The Andrews Sisters - The Beach Boys - The Boswell Sisters - The Five Blind Boys of Mississippi - Crosby, Stills & Nash - The Golden Gate Quartet - The Original Drifters - The Mills Brothers - The Manhattan Transfer - The Platters - The Ravens - Sonny Til & The Orioles - The Supremes | - The Coasters - Delta Rhythm Boys - The Four Seasons - The Four Tops - Hank Ballard & The Midnighters - Ink Spots - The Jackson Five - Little Anthony & The Imperials - The Modernaires - The Moonglows - Peter Paul & Mary - The Revelers - The Spinners - The Temptations | - The Bangles - Dion and the Belmonts - Dixie Hummingbirds - The Drifters - The Flamingos - Frankie Lymon & The Teenagers - The Kingston Trio - The Mamas & The Papas - The Skylarks - The Soul Stirrers - Three Dog Night | - Bee Gees - The Chordettes - Eagles - The Four Aces - The Four Freshmen - Gladys Knight & The Pips - The Lennon Sisters - The Lettermen - The McGuire Sisters - The Oak Ridge Boys - The Pied Pipers - Smokey Robinson & The Miracles - The Vogues - The Weavers | - Abba - The Chantels - The Clovers - The Fifth Dimension - The Five Keys - The Four Knights - The Harptones - Jay and the Americans - The Marcels - The Shirelles - The Skyliners - The Swan Silvertones |

| - The Association - The Charioteers - The Commodores - Earth Wind & Fire - The Five Satins - The Four Lads - The Impressions - The Isley Brothers - Danny & The Juniors - The Merry Macs - The Peerless Quartet - Martha and the Vandellas - The Whispers | - Alabama - American Quartet - The Beatles - The Cadillacs - The Crests - The Drells - The Diamonds - The Doobie Brothers - The Everly Brothers - The Four Tunes - The Jordanaires - The Marvelettes - The O'Jays - The Penguins - The Ronettes - The Stylistics - The Tokens | - The Angels - Brooklyn Bridge - The Chiffons - The Chi-Lites - The Crystals - The Del Vikings - Fleetwood Mac - The Hilltoppers - The Mel-Tones - The Neville Brothers - The Pointer Sisters - The Rascals - The Righteous Brothers - Sons of the Pioneers - The Spaniels - The Tymes | - America - Bread - The Byrds - Deep River Boys - Billy Ward & The Dominoes - The Duprees - The Fleetwoods - Hayden Quartet - The Hi-Lo's - The Hollies - Journey - The Lovin' Spoonful - The Moody Blues - Queen - The Shangri-Las - Simon & Garfunkel | - The Five Red Caps - The Chords - The Four Preps - Maurice Williams & The Zodiacs - The Capris - The Dixie Cups - The Jive Five - The Monkees - Ruby & The Romantics - Sly & The Family Stone - Tony Orlando och Dawn - Harold Melvin & the Blue Notes - Kool & The Gang - The Traveling Wilburys - Sam & Dave - The Hoboken Four |